# 蒂胡湖
58°51′10″N 22°33′30″E / 58.85278°N 22.55833°E

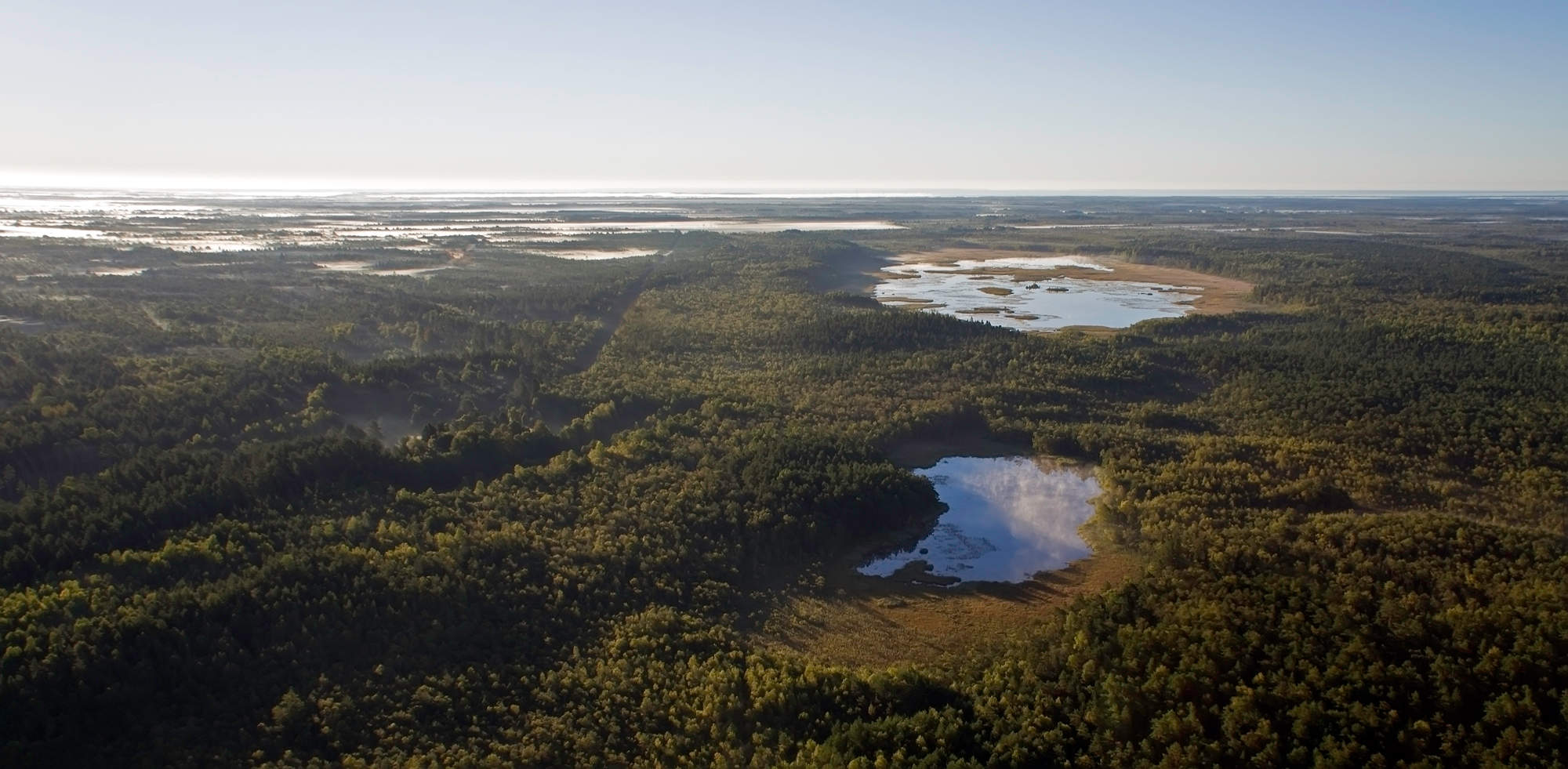

蒂胡湖是愛沙尼亞的湖泊，位於希烏馬島的凱伊納鄉，面積0.85平方公里，最大水深0.5米，海拔高度13米，該湖泊有白斑狗魚、黑鱜和河鱸。